# 포항 (2014년 영화)
"포항"(Pohang Harbor)은 한국에서 제작된 모현신 감독의 2014년 드라마 영화이다. 고관재 등이 주연으로 출연하였고 김승직 등이 제작에 참여하였다.

## 출연

### 주연
- 고관재
- 홍서백
- 최현아

### 조연
- 신재욱
- 박재홍
- 박창근
- 정윤석
- 정혜린
- 이대식
- 심성훈
- 이형석

## 기타
- 총괄프로듀서: 이형석
- 촬영부: 윤황
- 촬영부: 박진영
- 조명: 김재근
- 조명부: 박상욱
- 동시녹음: 정상수
- 믹싱: 박희찬
- 사운드: 박희찬
- 사운드디자인: 지아름
- 음악지원: 박희찬
- 음악지원: 최창원
- 음악지원: 유준상
- 소품: 김추헌
- 소품: 박미옥
- 소품: 김별하
- 시각효과: 서미숙
- 시각효과: 정인택
- 시각효과: 전대현
- 시각효과: 함종민
- 발전차: 이인교
- 대사편집: 김민준
- 디지털색보정: 송세진
- 디지털처리: 최정곤
- 포스터: 엄윤채
- 데이터매니저: 이형석
- 번역 감수: 허영균
- 번역 감수: 이경후
- 예고편: 이형석
- 예고편: 김우정